# Кольчужный сом-дикобраз
Кольчужный сом-дикобраз (лат. Acanthicus hystrix) — вид лучепёрых рыб из семейства  кольчужных сомов, обитающий в Южной Америке.

## Описание
Общая длина достигает 53—65 см. Голова очень большая, её верхняя часть покрыта крепкими и острыми одонтодами (кожаными зубчиками). Глаза небольшие. Рот расположен в нижней части, имеет вид присоски. Вокруг рта есть два усика и довольно развитые сосочки, которые образуют нечто вроде бороды. Туловище вытянутое, утолщённое, покрытый костяными пластинами с острыми шипиками. Туловище самцов стройнее и длиннее, чем у самок. Спинной, грудные и брюшные плавники довольно крупные. Анальный плавник маленький, жировой плавник отсутствует. Хвостовой плавник широкий с большой выемкой.
Тело и плавники тёмно-коричневые или почти чёрные, без пятнышек. На хвостовом плавнике бледно-жёлтые или серые полоски.

## Образ жизни
Это донная рыба. Ведёт одиночный образ жизни. Взрослые особи территориальны и агрессивны. Днём прячется среди камней и коряг. Активна в сумерках. Питается водными беспозвоночными и водорослями. Всасывает добычу с помощью рта, довольно быстро растёт.

## Распространение
Обитают в бассейнах рек Амазонка, Ориноко и Токантинс.